# لي كريستيان
لي كريستيان (بالإنجليزية: Leigh Christian)‏ هي ممثلة أمريكية، ولدت في 25 أكتوبر 1945.

## وصلات خارجية
- لي كريستيان على موقع IMDb (الإنجليزية)
- لي كريستيان على موقع قاعدة بيانات الفيلم (الإنجليزية)